# لوتي ليسوتو
 لوتي ليسوتو هي العملة الوطنية في ليسوتو والمعتمدة منذ عام 1980 رغم انه مطروح منذ سنة 1966 وهي السنة التي استقلت فيها ليسوتو من الإستعمار البريطاني.وينقسم لوتي ليسوتو إلى 100 سنت.

## الأوراق النقدية
في يناير 1980، أصدرت أوراق نقدية من فئات 2 و5 و10 لوتي. أضيفت 20 و50 لوتي في عام 1981، تلتها 100 و200 لوتي في عام 1994. وفي 1 مارس 2011، في الذكرى الثلاثين للأستقلال أصدر البنك المركزي سلسلة جديدة من الأوراق النقدية بتاريخ 2010 بهدف مكافحة انتشار العملات المزيفة. وتحتوي الملاحظات على صورة لأفراد العائلة المالكة الثلاثة: الملك الحاليليتسي الثالث، ووالده الملك موشوشو الثاني على اليسار، والملك موشويشوي الأول على اليمين.
| إصدار 2011 | إصدار 2011 | إصدار 2011 | إصدار 2011         | إصدار 2011                                                                                 | إصدار 2011          | إصدار 2011 | إصدار 2011    |
| الصورة     | القيمة     | الأبعاد    | اللون الرئيسي      | العكس                                                                                      | العكس               | التاريخ    | تاريخ الإصدار |
| الصورة     | القيمة     | الأبعاد    | اللون الرئيسي      | الوصف                                                                                      | العكس               | التاريخ    | تاريخ الإصدار |
| ---------- | ---------- | ---------- | ------------------ | ------------------------------------------------------------------------------------------ | ------------------- | ---------- | ------------- |
|            | 10 لوتي    | 130x70 ملم | أحمر وأصفر         | قبعة موكوروتلو؛ الملك موشوشو الثاني، ملك ليتسي الثالث، و الملك موشويشوي الأول. شعار ليسوتو | قسموس               | 2010       | 1 مارس 2011   |
|            | 20 لوتي    | 135x70 ملم | أرجواني وأزرق فاتح | قبعة موكوروتلو؛ الملك موشوشو الثاني، ملك ليتسي الثالث، و الملك موشويشوي الأول. شعار ليسوتو | روندافيل            | 2010       | 1 مارس 2011   |
|            | 50 لوتي    | 138x70 ملم | بنفسجي             | قبعة موكوروتلو؛ الملك موشوشو الثاني، ملك ليتسي الثالث، و الملك موشويشوي الأول. شعار ليسوتو | رجال على ظهور الخيل | 2010       | 1 مارس 2011   |
|            | 100 لوتي   | 140x70 ملم | أخضر               | قبعة موكوروتلو؛ الملك موشوشو الثاني، ملك ليتسي الثالث، و الملك موشويشوي الأول. شعار ليسوتو | راعي مع قطيعه       | 2010       | 1 مارس 2011   |
|            | 200 لوتي   | 145x70 ملم | برتقالي            | قبعة موكوروتلو؛ الملك موشوشو الثاني، ملك ليتسي الثالث، و الملك موشويشوي الأول. شعار ليسوتو | رجل على حصان        | 2015       | 1 أبريل 2016  |

## روابط خارجية
- الموقع الرسمي للبنك المركزي
- الأوراق النقدية في ليسوتو (باللغتين الإنجليزية والألمانية)